# Fountain Hills, Arizona
Fountain Hills je gradić u američkoj saveznoj državi Arizona. Prema popisu stanovništva iz 2010. u njemu je živjelo 22,489 stanovnika.